# Кенмор (Њујорк)
Кенмор (енгл. Kenmore) град је у америчкој савезној држави Њујорк.

## Демографија
По попису из 2010. године број становника је 15.423, што је 1.003 (-6,1%) становника мање него 2000. године.
| Група             | 2000.          | 2010.          |
| Белци             | 15.769 (96,0%) | 13.962 (90,5%) |
| Афроамериканци    | 163 (1,0%)     | 461 (3,0%)     |
| Азијати           | 95 (0,6%)      | 150 (1,0%)     |
| Хиспаноамериканци | 213 (1,3%)     | 518 (3,4%)     |
| Укупно            | 16.426         | 15.423         |